# Saint-Lucien
Saint-Lucien település Franciaországban, Eure-et-Loir megyében. Lakosainak száma 278 fő (2022. január 1.). Saint-Lucien Villiers-le-Morhier, Hermeray, Mittainville és Raizeux községekkel határos.

## Népesség
A település népessége az elmúlt években az alábbi módon változott:
| Lakosok száma | 129  | 167  | 201  | 229  | 246  | 255  | 254  | 257  | 259  | 278  |
|               | 1968 | 1982 | 1990 | 2006 | 2013 | 2015 | 2017 | 2019 | 2020 | 2022 |